# Thoirette
Thoirette – miejscowość i dawna gmina we Francji, w regionie Burgundia-Franche-Comté, w departamencie Jura. W 2013 roku populacja gminy wynosiła 715 mieszkańców. 
W dniu 1 stycznia 2017 roku z połączenia dwóch ówczesnych gmin – Thoirette oraz Coisia – utworzono nową gminę Thoirette-Coisia. Siedzibą gminy została miejscowość Thoirette. 